# Convento de las Reparadoras (Jerez de la Frontera)
El convento de la María Reparadora es un convento católico situado en Jerez de la Frontera (Andalucía, España).

## Hermanas
Lo habitan monjas de clausura, Esclavas del Santísimo Sacramento y de la Inmaculada.

## Características
Está hecha en ladrillo, con estilo neomudéjar e inspiraciones orientalista y goticista. Su diseñador fue Aurelio Gómez Millán.

## Construcción
La construcción del convento fue sufragada por Mari Pepa Domecq y Núñez de Villavicencio, hermana del primer marqués de Casa Domecq.

## Galería

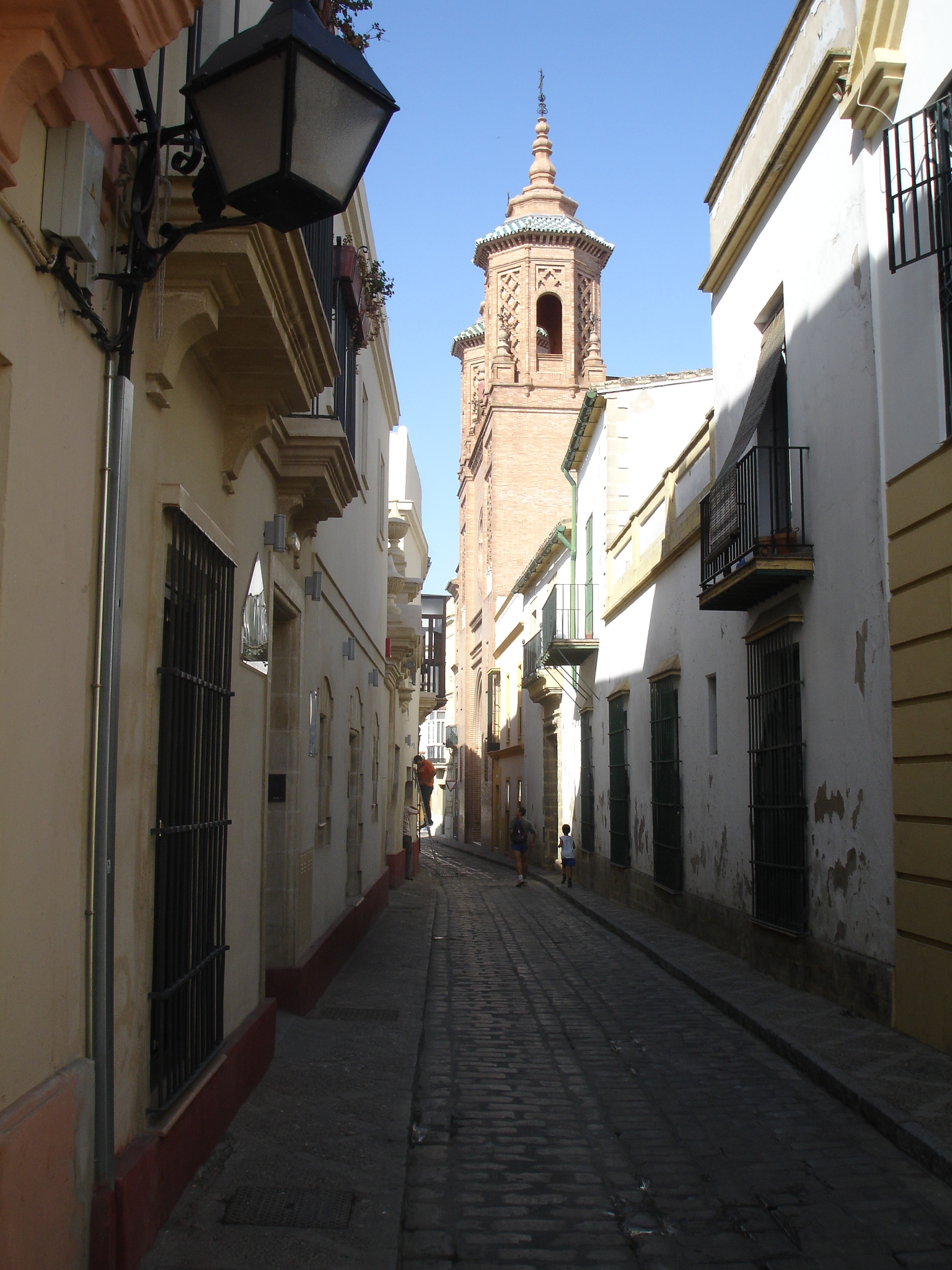
Exterior.
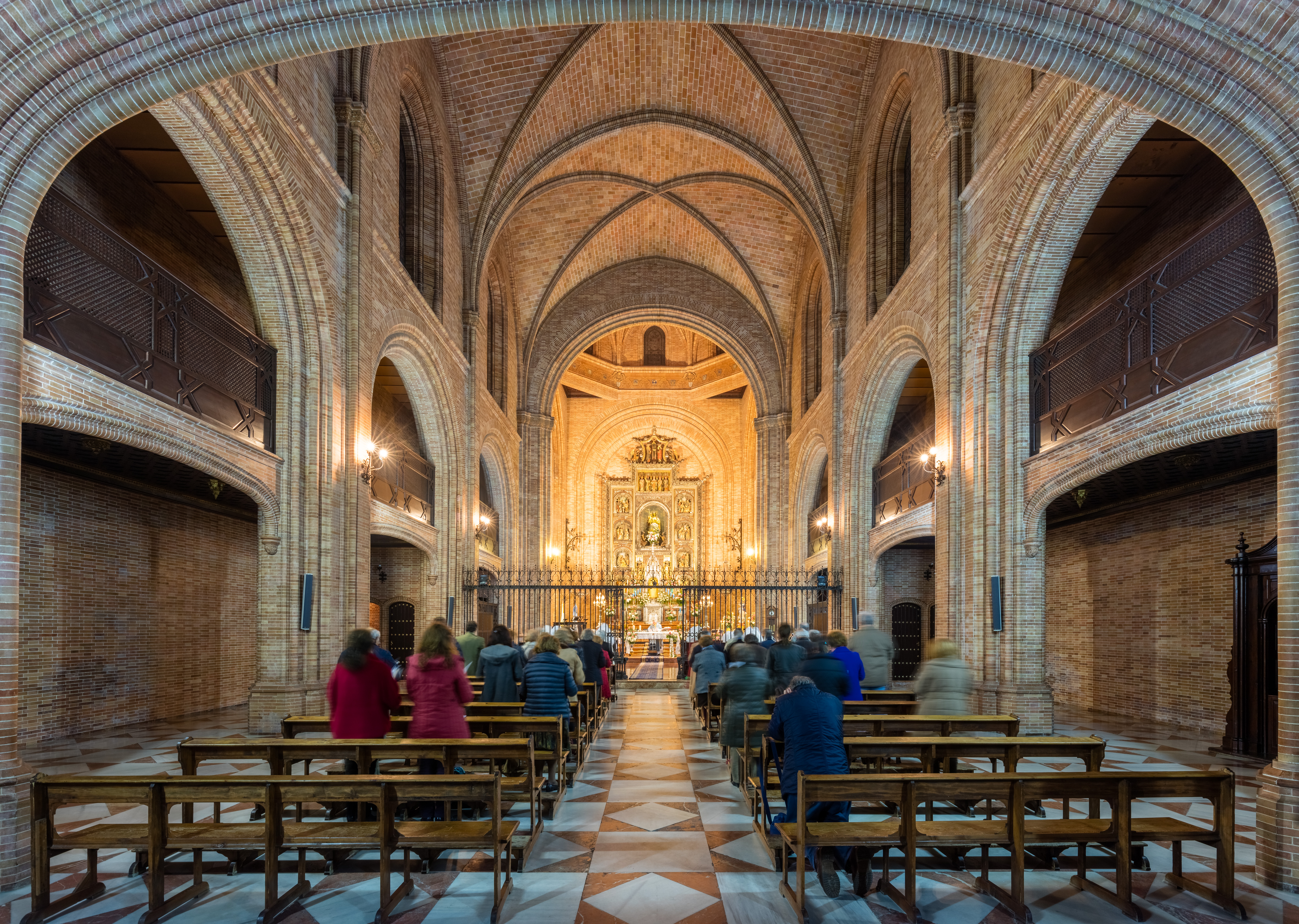
Interior.
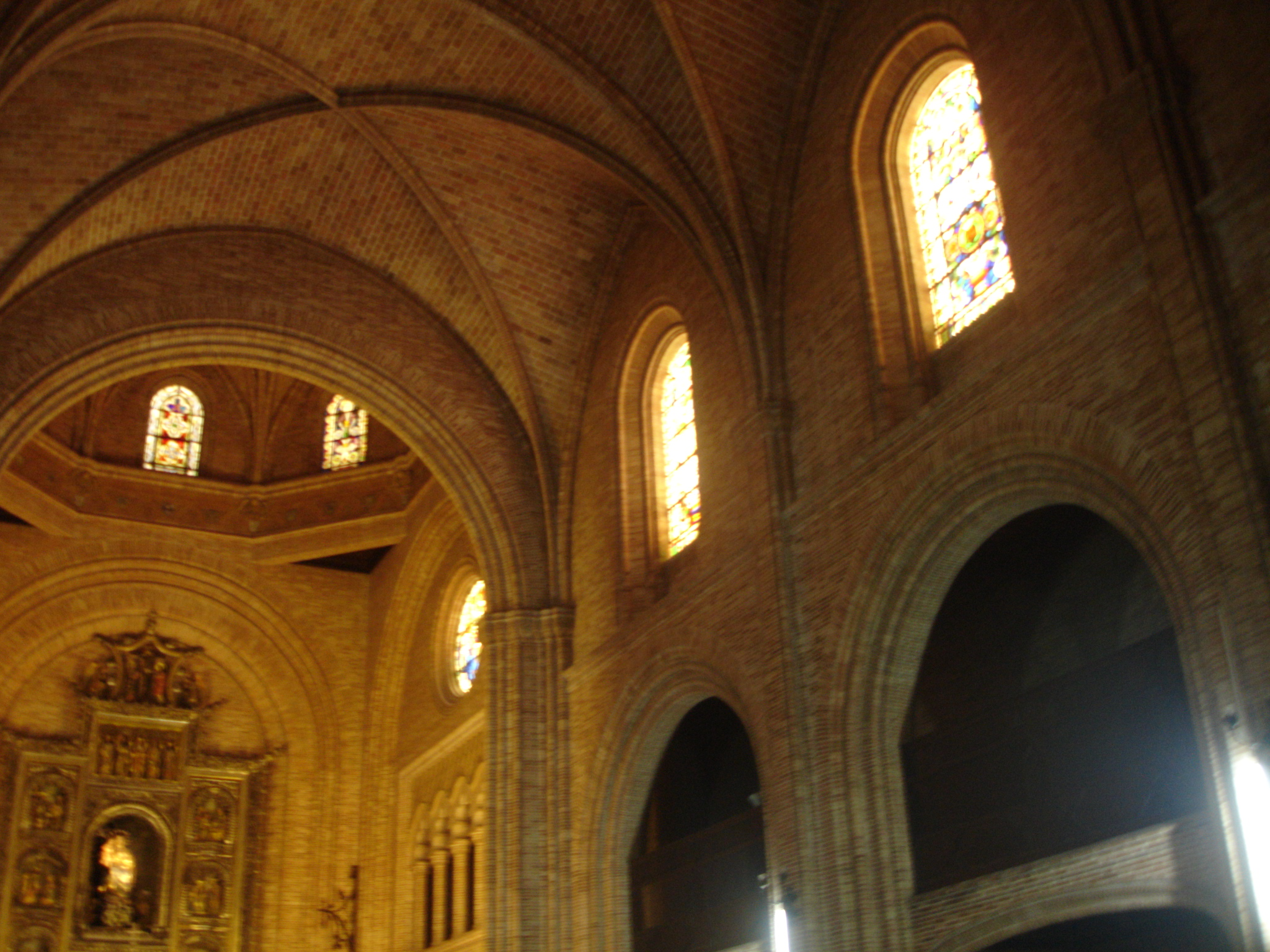
Detalle del techo.

## Guerra civil
El convento fue asaltado en la Guerra civil.